# Exsurge Domine

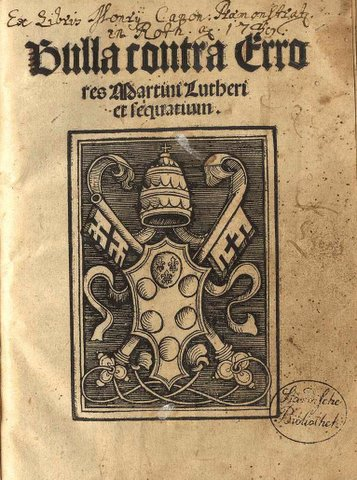
Första sidan av Exsurge Domine.

Exsurge Domine (Uppstig herre) är en påvlig bulla, promulgerad av Leo X den 15 juni 1520. I vissa tryck anges Bulla contra errores Martini Lutheri et sequacium.

Leo X krävde att Martin Luther skulle återkalla 41 av sina påståenden – varav flera av dem kom från de 95 teserna – eftersom de ansågs kritisera kyrkan.  Wikisource har originalverk som rör Exsurge, Domine. 
Exempelvis så skriver påven i bullan att : "Med råd och samtycke från dessa våra vördnadsvärda bröder, efter moget övervägande av var och en av ovanstående teser, och med den allsmäktige Guds auktoritet, de välsignade apostlarna Petrus och Paulus och vår egen auktoritet, fördömer, fördömer och förkastar vi helt och hållet var och en av dessa teser eller felaktigheter som antingen kätterska, skandalösa, falska, stötande för fromma öron eller förföriska för enkla sinnen och som strider mot den katolska sanningen. Genom att räkna upp dem förklarar vi att alla troende av båda könen måste betrakta dem som fördömda, förkastade och förkastade ... Vi begränsar alla i den heliga lydnadens dygd och under påföljd av en automatisk stor bannlysning." och 
"... vi fördömer, fördömer och förkastar också helt och hållet de böcker och alla skrifter och predikningar av nämnda Martin, vare sig de är på latin eller på något annat språk, som innehåller de nämnda felaktigheterna eller någon av dem, och vi vill att de skall betraktas som helt och hållet fördömda, fördömda och förkastade. Vi förbjuder var och en av de trogna av båda könen, i kraft av helig lydnad och under de ovan nämnda påföljder som automatiskt ska ådra sig, att läsa, hävda, predika, prisa, trycka, publicera eller försvara dem. ... I själva verket skall dessa verk, var de än befinner sig, omedelbart efter offentliggörandet av detta brev noggrant letas upp av ordinarie och andra [kyrkliga och ordinarie] och under var och en av de ovan nämnda straffen skall de brännas offentligt och högtidligt i närvaro av präster och folk." 
Påven uppdrog åt Eck och kardinal Girolamo Aleandro att publicera bullan i Sachsen, dess grannregioner och Nederländerna. Martin Luther besvarade bullan som fick titeln Adversus Execrabilem Antichristi Bullam (Mot Antikrists avskyvärda bulla). 
Luther förklarade trotsigt i sitt svar att "[..] den som skrivit denna bulla är Antikrist. Jag protesterar inför Gud, vår Herre Jesus, hans heliga änglar och hela världen att jag av hela mitt hjärta är oenig i denna bullas fördömelse, att jag förbannar och avskyar den som helgerån och hädelse av Kristus, Guds Son och vår Herre. Detta är min återkallelse, du bulla, du bullans dotter."

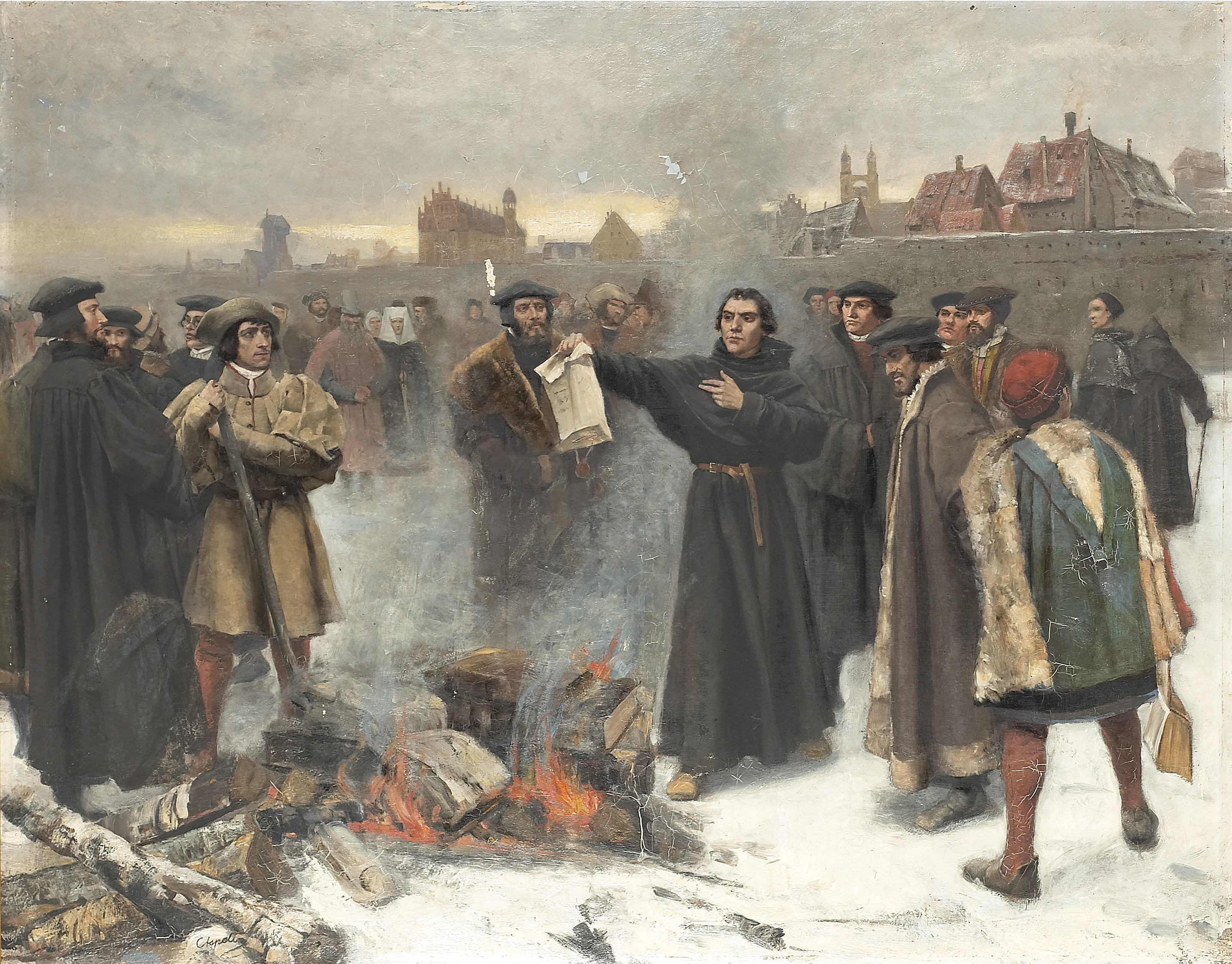
Målning av Luther som bränner bullan av Karl Aspelin

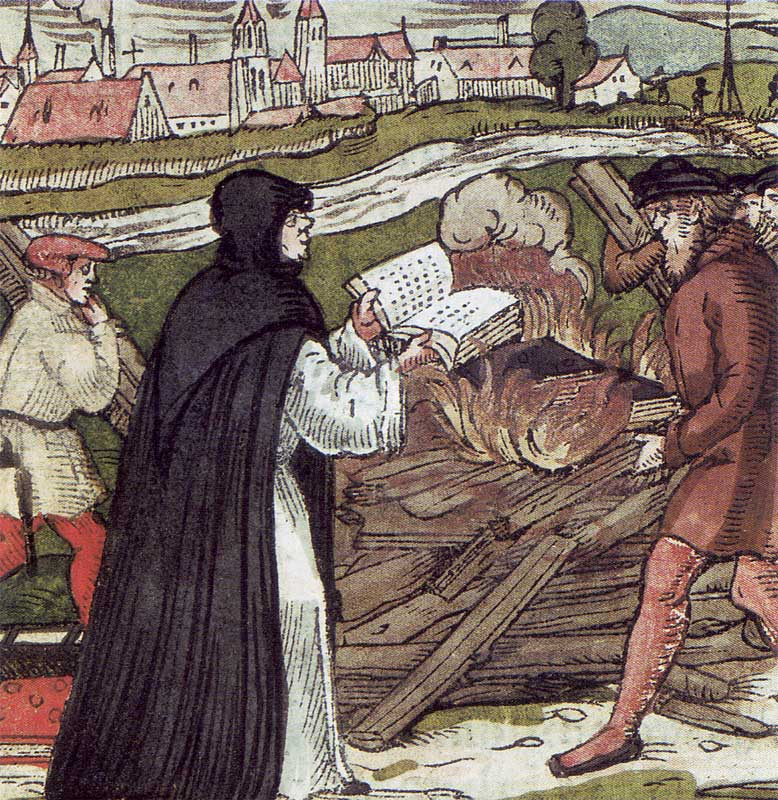
Träsnitt från 1557